# Gare de Nishitetsu Yanagawa
La gare de Nishitetsu Yanagawa (西鉄柳川駅, Nishitetsu Yanagawa-eki) est une gare ferroviaire de la ville de Yanagawa, dans la préfecture de Fukuoka au Japon. Elle est exploitée par la compagnie Nishitetsu.

## Situation ferroviaire
La gare de Nishitetsu Yanagawa est située au point kilométrique (PK) 58,4 de la ligne Nishitetsu Tenjin Ōmuta.

## Histoire
La gare a été inaugurée le 1er octobre 1937.

## Service des voyageurs

### Accueil
La gare dispose d'un bâtiment voyageurs ouvert tous les jours, avec des guichets et des automates pour l'achat de titres de transport.

### Desserte
- Ligne Nishitetsu Tenjin Ōmuta :
  - voies 1 et 2 : direction Ōmuta
  - voies 3 et 4 : direction Nishitetsu Kurume, Nishitetsu Futsukaichi et Nishitetsu Fukuoka (Tenjin)